# Alp Küçükvardar
Alp Küçükvardar (* 15. August 1976 in Schweden) ist ein ehemaliger türkischer Fußballspieler.

## Karriere

### Verein
Küçükvardar wurde in Schweden geboren und siedelte mit seiner Familie im Kindesalter in die Türkei über. Hier ließ man sich in Istanbul nieder. 1992 begann er in der Jugend von Galatasaray Istanbul mit dem Vereinsfußball. Zum Sommer 1996 wurde er mit einem Profivertrag ausgestattet und nahm am Saisonvorbereitungscamp teil. Nach diesem Camp blieb er im Profikader und gab am 22. November 1996 während einer Ligapartie gegen Zeytinburnuspor sein Profidebüt. Da zu dieser Zeit mit Hakan Şükür, Arif Erdem, Adrian Ilie und Adrian Knup aber die Konkurrenz auf der Stürmerposition sehr groß war, wurde Küçükvardar für die Rückrunde der Spielzeit 1996/97 an den Zweitligisten Çaykur Rizespor ausgeliehen.
Zum Saisonende kehrte er zu Galatasaray zurück und wurde für die kommende Saison samt Ablöse an den Erstligisten Gaziantepspor abgegeben. Bei diesem Verein kam er nur sporadisch zu Spieleinsätzen und saß überwiegend auf der Ersatzbank. Bereits nach einem Jahr verließ er Gaziantepspor und heuerte beim Zweitligisten Ankara Şekerspor an. Hier gelang ihm auf Anhieb der Sprung in die Stammelf. Er avancierte im Saisonverlauf zu einem der Shootingstars der Liga und wurde mit seinen 26 Ligatoren Zweiter der Torschützenliste der 2. Lig.
Nach dieser erfolgreichen Saison bei Şekerspor interessierten sich mehrere Vereine für Küçükvardar. So wechselte er zur neuen Saison zum Ligakonkurrenten Siirt Jet-Pa Spor. Bei diesem Verein hatte sich der Mäzen Fadıl Akgündüz eingekauft und versuchte durch das Anwerben diverser Stars wie Sergen Yalçın, Ersen Martin, Timuçin Bayazıt, Ceyhun Eriş, Okan Öztürk und Oktay Derelioğlu, den Klub in die 1. Lig zu führen. Bereits nach einer Spielzeit erreichte man durch die Vizemeisterschaft dieses Ziel und stieg zum ersten Mal in der Vereinsgeschichte in die 1. Lig auf. Küçükvardar etablierte sich auch bei diesem Verein auf Anhieb und war mit seinen 27 Ligatoren maßgeblich an diesem Erfolg beteiligt. Nach dem Aufstieg spielte er eine weitere Spielzeit in der höchsten türkischen Spielklasse für Siirt Jet-Pa Spor und verließ den Verein, nachdem dieser am Saisonende den Klassenerhalt verpasste.
Im Sommer 2001 wechselte er zum Erstligisten Diyarbakırspor und verließ diesen Verein bereits zur Winterpause Richtung Ligakonkurrent Bursaspor. Für Bursaspor spielte Küçükvardar ein Jahr, verließ diesen Verein zur Winterpause der Spielzeit 2002/03 und heuerte beim Ligakonkurrenten Göztepe Izmir an. Dieser Verein verpasste zum Saisonende den Klassenerhalt und so verließ Küçükvardar auch Göztepe nach kurzer Zeit und wechselte für die folgende Spielzeit zum Zweitligisten BB Ankaraspor. Mit diesem Verein erreichte er zum Saisonende den 3. Tabellenplatz der 2. Lig und damit den direkten Aufstieg in die Süper Lig. Dabei war Küçükvardar mit seinen 15 Saisontoren treffsicherster Spieler seiner Mannschaft.
Trotz des Aufstiegs mit BB Ankaraspor verließ er auch diesen Verein zum Saisonende und wechselte zum Erstligisten Denizlispor. Hier spielte er eine Saison ohne sich dabei durchsetzen zu können. Zur neuen Saison heuerte er beim Zweitligisten İstanbulspor an und wechselte auch hier bereits nach einer halben Spielzeit innerhalb der Liga zu Türk Telekomspor.
Nachdem Küçükvardar eineinhalb Spielzeiten für Türk Telekomspor aktiv gewesen war, verließ er diesen Verein zum Sommer 2007 Richtung Drittligist Çanakkale Dardanelspor. Hier spielte er nur eine halbe Spielzeit und wurde für die Rückrunde an den Ligakonkurrenten Fatih Karagümrük SK ausgeliehen. Mit dem Saisonende beendete er dann seine aktive Fußballspielerkarriere.

### Nationalmannschaft
Küçükvardar spielte während seiner Zeit in der Jugend von Galatasaray Istanbul zweimal für die türkische U-18-Nationalmannschaft. Darüber hinaus spielte er 1996 einmal für die türkische U-21-Nationalmannschaft.

## Erfolge

### Als Spieler
Mit Siirt Jet-Pa Spor
- Vizemeister der TFF 1. Lig: 1999/2000
- Aufstieg in die Süper Lig: 1999/2000

Mit BB Ankaraspor
- Tabellendritter der TFF 1. Lig: 2003/04
- Aufstieg in die Süper Lig: 2003/04

Individuell
- Torschützenkönig des Türkischen Fußballpokals:  1999/2000